# 科皮謝 (羅夫諾州)
51°22′6″N 26°29′11″E / 51.36833°N 26.48639°E
科皮謝（羅馬化：Kopyshche）是烏克蘭的村落，位於該國西北部羅夫諾州，由薩爾內區負責管轄，始建於1992年，面積0.26平方公里，海拔高度152米，2001年人口139，人口密度每平方公里540.9人。